# Marco Fuchshofer
Marco Fuchshofer (* 22. Jänner 2001 in Eibiswald) ist ein österreichischer Fußballspieler.

## Karriere

### Verein
Fuchshofer begann seine Karriere beim SV Eibiswald. Zur Saison 2012/13 wechselte er in die Jugend des SK Sturm Graz, bei dem er ab der Saison 2015/16 auch in der Akademie spielte. Im September 2018 debütierte er gegen den FC Gleisdorf 09 für die Amateure der Grazer in der Regionalliga. In der Saison 2018/19 kam er insgesamt zu neun Regionalligaeinsätzen.
Zur Saison 2019/20 wechselte er zu den Amateuren des SK Rapid Wien. Im November 2019 stand er gegen den SKN St. Pölten erstmals im Kader der Profis. In der Saison 2019/20 kam er für die Amateure bis zum Regionalligaabbruch zu 17 Einsätzen, in denen er sechs Tore erzielte. Zu Saisonende stieg er mit Rapid II in die 2. Liga auf.
Sein Debüt in der zweithöchsten Spielklasse gab er im September 2020, als er am ersten Spieltag der Saison 2020/21 gegen den FC Liefering in der Startelf stand. Für Rapid II kam er zu 21 Zweitligaeinsätzen, in denen er sieben Tore erzielte. Nach der Saison 2020/21 verließ er die Wiener und wechselte zum Zweitligisten SV Lafnitz. In Lafnitz konnte er sich aber nicht durchsetzen und absolvierte in der Saison 2021/22 elf Partien in der 2. Liga, wobei er zumeist eingewechselt wurde.
Zur Saison 2022/23 wechselte Fuchshofer dann in die Regionalliga zum Deutschlandsberger SC.

### Nationalmannschaft
Fuchshofer spielte im April 2016 erstmals für eine österreichische Jugendnationalauswahl.